# Wild Rose (Wisconsin)
Wild Rose es una villa ubicada en el condado de Waushara en el estado estadounidense de Wisconsin. En el Censo de 2010 tenía una población de 725 habitantes y una densidad poblacional de 180,6 personas por km².

## Geografía
Wild Rose se encuentra ubicada en las coordenadas 44°10′45″N 89°14′35″O / 44.17917, -89.24306. Según la Oficina del Censo de los Estados Unidos, Wild Rose tiene una superficie total de 4.01 km², de la cual 3.95 km² corresponden a tierra firme y (1.55%) 0.06 km² es agua.

## Demografía
Según el censo de 2010, había 725 personas residiendo en Wild Rose. La densidad de población era de 180,6 hab./km². De los 725 habitantes, Wild Rose estaba compuesto por el 95.86% blancos, el 0% eran afroamericanos, el 0.69% eran amerindios, el 0.55% eran asiáticos, el 0% eran isleños del Pacífico, el 1.79% eran de otras razas y el 1.1% pertenecían a dos o más razas. Del total de la población el 4.83% eran hispanos o latinos de cualquier raza.